# Jake Rosenzweig
Jake Rosenzweig (Londres, 14 de abril de 1989) é um piloto estadunidense de automobilismo nascido em Inglaterra.

## Biografia
Rosenzweig fez sua estreia na GP2 Series pela equipe Super Nova na etapa final da temporada de 2011 que não fez parte do campeonato daquele ano. Retornou à série para a penúltima etapa do campeonato de 2012 em Monza, substituindo Josef Král na equipe Addax, ao lado de Johnny Cecotto, Jr..